# 9K115-2 Metis-M
Le 9K115-2 Metis  aussi connu sous le nom de AT-13 Saxhorn-2 au sein de l'OTAN, est un missile antichar russe produit par KBP Instrument Design Bureau, entré en service en Russie en 1992.

## Technique
Le 9K115-2 est équipé de Commande semi-automatique sur ligne de visée ainsi que d'un viseur optique x2.
Le missile prend 0,25 s pour démarrer à un rythme de 55,16 m/s et atteint les 200 m/s en 1,5 s de vol.
Sa faible masse lui permet d'être assez facilement transportable par une équipe de 3 soldats mais également d'être tiré depuis l'épaule sans avoir besoin d'installer le trépied. Il peut être installé sur divers véhicules et il peut être parachuté en même temps que les troupes pour leur donner une puissance de feu plus importante sur le terrain.

### Variantes
- Metis
- Metis-M
- Metis-M1[2],[3] : 29,3 kg au total (13,8 kg pour le missile, 9,5 kg pour la plateforme de lancement, 6,5 kg pour le viseur thermique)

## Engagements
- Conflit israélo-libanais de 2006 : utilisé par le Hezbollah contre les forces Israéliennes. Selon la Russie, les Libanais auraient réussi à obtenir ces armes en détournant des stocks de Metis-M vendus à la Syrie par la Russie[4].
- Guerre civile syrienne : utilisé par plusieurs belligérants notamment par l'Armée syrienne libre contre les troupes syriennes lors de la bataille d'Abou Douhour ou le Metis-M aurait endommagé un MIG-23MS qui n'était déjà plus opérationnel[5].
- Guerre Russo-Ukrainienne plusieurs vidéos sont apparues montrant un deux des camps utilisant le Metis (variante inconnue).

## Pays utilisateurs
Liste de pays ayant acheté des Metis (toutes versions) entre 1998 et 2021 selon l'Institut international de recherche sur la paix de Stockholm
 Russie
 Algérie - 500 Metis-M
 Bangladesh - 1200 Metis-M
 Corée du Sud - 2700 Metis-M
 Hongrie - 500 Metis-M
 Malaisie - 100 Metis-M
 Syrie - 1000 Metis-M

### Acteur non étatique
- Armée syrienne libre
- État islamique[7]
- Hezbollah
- Houthis (rebelles)